# Dicaelotus rufipes
Dicaelotus rufipes là một loài tò vò trong họ Ichneumonidae.